# 354. strelska divizija (ZSSR)
354. strelska divizija (izvirno rusko 354. стрелковая дивизия; kratica 354. SD) je bila strelska divizija Rdeče armade v času druge svetovne vojne.

## Zgodovina
Divizija je bila ustanovljena oktobra 1941 v Kujbiševu.